# Баркхаген
Баркхаген (нем. Barkhagen) — община в Германии, в земле Мекленбург-Передняя Померания.
Входит в состав района Пархим. Подчиняется управлению Плау ам Зее.  Население составляет 584 человека (на 31 декабря 2010 года). Занимает площадь 30,28 км².